# Onosma sabalanicum
Onosma sabalanicum är en strävbladig växtart som beskrevs av J. Ponert. Onosma sabalanicum ingår i släktet Onosma och familjen strävbladiga växter. Inga underarter finns listade i Catalogue of Life.